# Cordia olitoria
Cordia olitoria là loài thực vật có hoa trong họ Mồ hôi. Loài này được Blanco mô tả khoa học đầu tiên năm 1837.